# Eublemma flaviceps
Eublemma flaviceps là một loài bướm đêm trong họ Erebidae.